# Seo Hyang-Soon
Seo Hyang-Soon (en coreano: 서향순; 8 de julio de 1967) es una deportista surcoreana que compitió en tiro con arco, en la modalidad de arco recurvo.
Participó en los Juegos Olímpicos de Los Ángeles 1984, obteniendo una medalla de oro en la prueba individual. Ganó una medalla de plata en el Campeonato Mundial de Tiro con Arco al Aire Libre de 1985.

## Palmarés internacional
| Juegos Olímpicos                 | Juegos Olímpicos             | Juegos Olímpicos | Juegos Olímpicos |
| Año                              | Lugar                        | Medalla          | Prueba           |
| -------------------------------- | ---------------------------- | ---------------- | ---------------- |
| 1984                             | Los Ángeles (Estados Unidos) | Medalla de oro   | Individual       |
| Campeonato Mundial al Aire Libre |                              |                  |                  |
| Año                              | Lugar                        | Medalla          | Prueba           |
| 1985                             | Seúl (Corea del Sur)         | Medalla de plata | Equipo           |